# Rachel Kostanian

Rachel Kostanian am Tag der Bundestagswahl 2021 (links: Thomas Pfanne)

Rachel Kostanian (Vorname auch Rachilė oder Rachelė, Familienname auch Kostanian-Danzig; geboren als Rachel Zivelchinski am 31. Januar 1930 in Šiauliai, Litauen) ist eine litauische jüdische Aktivistin, Begründerin und langjährige Leiterin eines Holocaust-Museums in Vilnius und Buchautorin. Sie ist Trägerin des Verdienstordens der Bundesrepublik Deutschland.

## Historischer Hintergrund
Litauen war lange Zeit durch religiöse Toleranz geprägt. Die Hauptstadt Vilnius galt als „Jerusalem des Nordens“, nachdem sie der Gaon von Wilna im 18. Jahrhundert zum intellektuellen Zentrum des Judentums gemacht hatte. Auch Šiauliai, der Geburtsort von Rachel Kostanian, hatte 1940 eine große jüdische Gemeinde von sechs- bis siebentausend Personen, über zwanzig Prozent der Gesamtbevölkerung.
Nach dem deutschen Überfall auf Polen 1939 flohen ungefähr 10.000 polnische Juden nach Litauen. Das Land fiel mit dem Geheimen Zusatzprotokoll zum Deutsch-Sowjetischen Grenz- und Freundschaftsvertrag im September 1939 in die Einflusssphäre der Sowjetunion. Unter dem Druck der Roten Armee erklärte sich Litauen im Juni 1940 zur Sowjetrepublik.
Mit dem deutschen Überfall auf die Sowjetunion (Unternehmen Barbarossa), beginnend am 22. Juni 1941, marschierten deutsche Truppen ein und besetzten das Land. Bereits in der ersten Woche des Einmarsches begann die systematische Ermordung fast aller jüdischen Bewohner, unter aktiver Mitwirkung litauischer Nationalisten. In größeren Städten wie Vilnius und Kaunas zwangen die Deutschen die Juden dazu, in Ghettos umzuziehen, um sie zunächst als Arbeitssklaven auszubeuten.

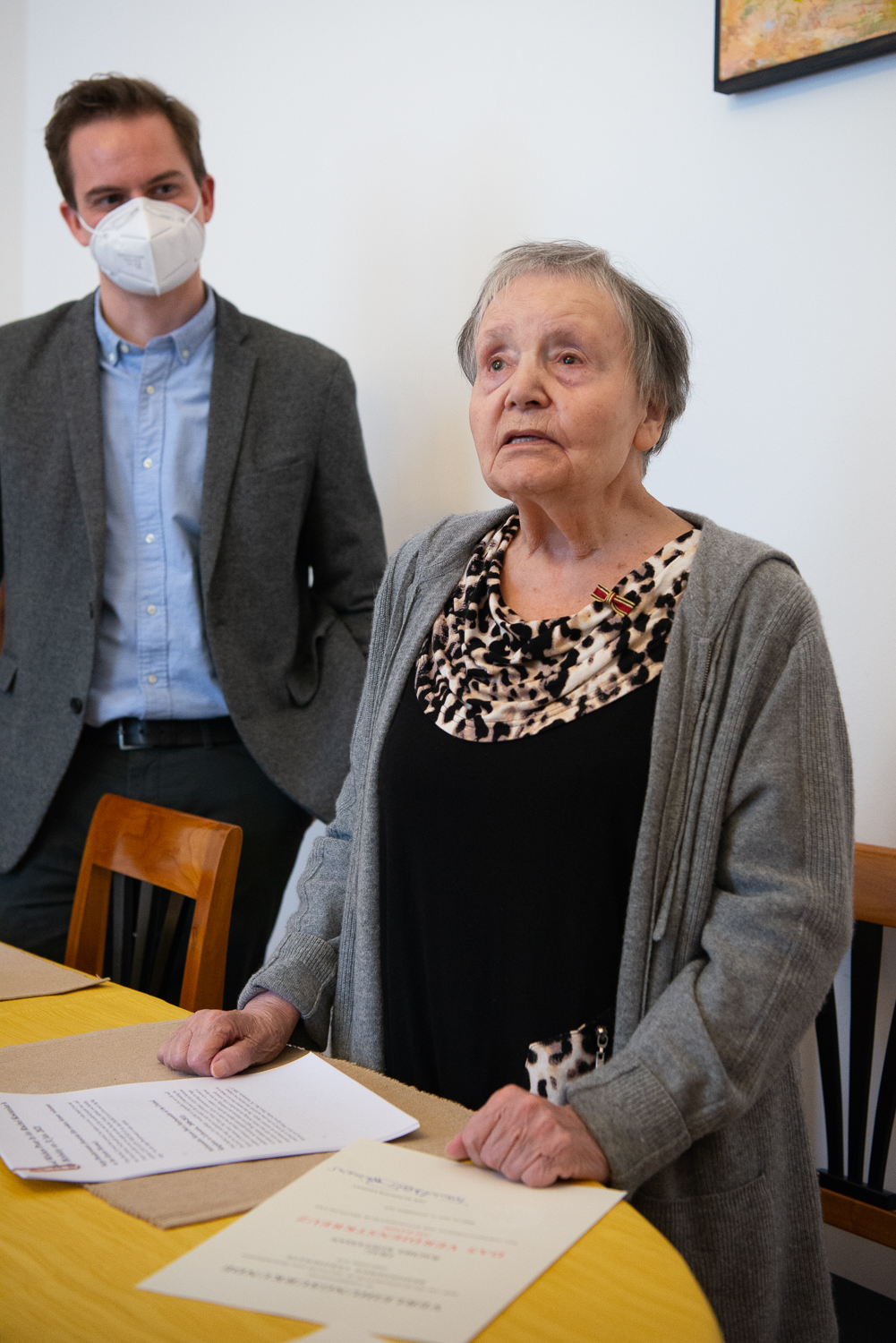
Rachel Kostanian erhält das Bundesverdienstkreuz (links: Lukas Welz)

## Biografie
Der Vater von Rachel, Yosif Zivelchinski, war Richter in Šiauliai, ihre Mutter Bluma (geborene Danzig) war Jiddischlehrerin. Die Familie war bundistisch orientiert. Mutter und Tochter entkamen 1941 dem Holocaust, weil sie gemeinsam mit anderen Familien sowjetischer Beamter in die Sowjetunion gebracht wurden. Sie lebten in Balachna bei Gorki, bis Rachel, aufgrund der schlechten Versorgungslage, mit 200 anderen litauischen, jüdischen und nichtjüdischen Kindern in ein Kinderheim im Ural verschickt wurde. Es lag in Debjossy in Udmurtien. Erst Ende 1944, nach dem Vormarsch der Roten Armee in den Westen, kam sie zurück nach Gorki und traf ihre Mutter wieder.
Nach Kriegsende kehrten Mutter und Tochter nach Vilnius zurück. Sie erfuhren erst hier, dass die Nazis Yosif Zivelchinski bereits wenige Tage nach ihrer Flucht ermordet hatten.
Bluma Zivelchinski arbeitete in einer Bibliothek, wo Rachel ihre freie Zeit nach der Schule verbrachte. Nach Beendigung des Gymnasiums absolvierte sie ein Jurastudium an der Universität Vilnius. Sie wurde aber nirgends als Juristin angenommen. „Niemand wollte mich, weil ich Jüdin war“, berichtete sie im Interview mit Shivaun Woolfson. So verrichtete sie einfache Arbeitstätigkeiten und lernte nachts Englisch. Schließlich gelang es ihr, einen Studienplatz am Pädagogischen Institut der Stadt zu bekommen. Dort lernte sie Genrich Kostanian kennen, einen armenischen Elektroingenieur, den sie heiratete und mit dem sie in seine Heimat Armenien zog. Rachel Kostanian arbeitete in Kirowakan als Englischlehrerin an einer Musikschule. 1960, nach fünf Jahren, kehrte die Familie nach Vilnius zurück, wo Rachel Kostanian als Übersetzerin für das technische Institut arbeitete, in dem ihr Mann tätig war.
Glasnost und Perestroika ermöglichten erstmals im Jahr 1987, dass Überlebende der Ghettos in einer Ausstellung das bislang nur im Privaten praktizierte jüdische Leben und die Trauer um die im Holocaust Ermordeten zeigen durften.
1989 genehmigte man die Gründung einer Jüdischen Kulturellen Gesellschaft, die unter anderem den Aufbau eines Jüdischen Museums in Angriff nahm. Emanuelis Zingeris, einer der Gründer der Gesellschaft, bot Rachel Kostanian die Stelle der Wissenschaftlichen Sekretärin für das Museum an. Unter ihrer Leitung entstand ein Holocaust-Museum, das 1991 in dem sogenannten „Grünen Haus“, ehemals Teil des Museums der Oktoberrevolution, eröffnete. Das Museum ist Teil des Staatlichen Jüdischen Museums Gaon von Vilnius. Es erzählt die Geschichte konsequent aus der Perspektive der Überlebenden. Kostanian leitete es über 20 Jahre lang.
Kostanians Erinnerungsarbeit geriet in den 2000er Jahren in erheblichen Widerspruch zur litauischen Geschichtspolitik. Dies ließ sich unter anderem daran festmachen, dass die Aktivitäten der sogenannten Weißbändler (Litauische Aktivistenfront) im staatsoffiziellen Museum der Opfer des Genozids in erster Linie als Widerstand gegen die sowjetische Besetzung Litauens gewürdigt wurden, während die von Kostanian geleitete Ausstellung im Grünen Haus ihre aktive Beteiligung an den Massenmorden an Juden im Juni und Juli 1941 dokumentierte. Ferner nahm die litauische Generalstaatsanwaltschaft in den Jahren 2006/2007 Ermittlungen gegen jüdische Partisanen (Fareinikte Partisaner Organisatzije) auf, die vor der Vernichtung des Ghetto Vilnius in den bewaffneten Untergrund gegangen waren, und lastete diesen die Ermordung litauischer Zivilisten während der Partisanenzeit an (Massaker von Koniuchy). Dazu gehörte Rachel Margolis, die als Zeitzeugin am Aufbau des Grünen Hauses beteiligt gewesen war und mit Kostanian eng zusammengearbeitet hatte. So suchte die Polizei auch Kostanian an ihrer Privatadresse in Vilnius auf und befragte sie nach dem Aufenthaltsort der ehemaligen Partisaninnen. Schließlich beteiligte sich Kostanian an einer Kampagne von Dovid Katz gegen die sogenannte Prager Erklärung, die die Shoa durch Gleichsetzung mit den Verbrechen der Sowjetunion relativiere.
Seit 2016 lebt Kostanian bei ihrem Sohn in Berlin.
Im Alter von 91 Jahren, am 9. Februar 2021, erhielt Kostanian in ihrer Wohnung in Berlin für ihr kompromissloses Lebenswerk das Bundesverdienstkreuz am Bande.

## Werk

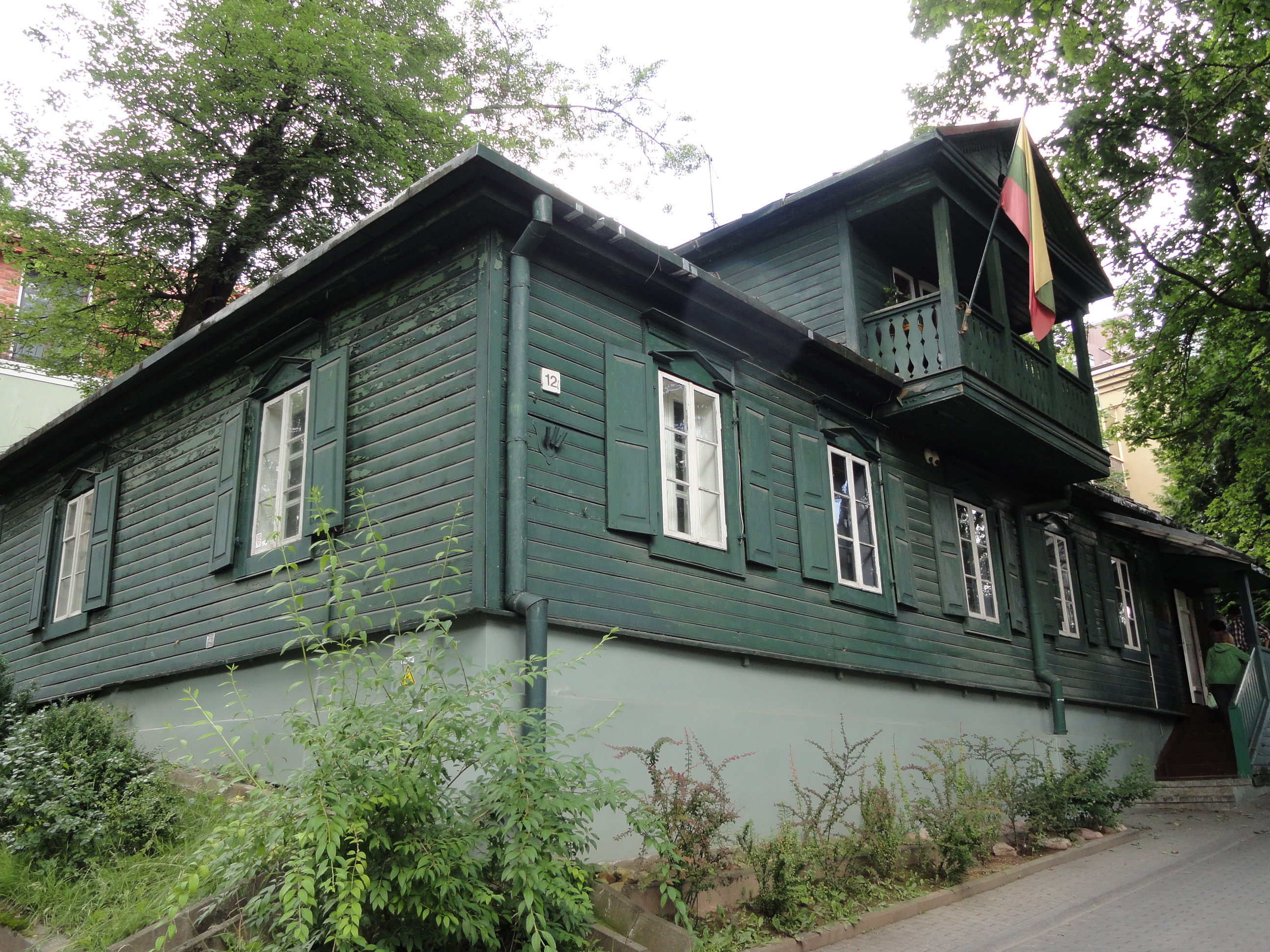
Das Grüne Haus in Vilnius, Ort der Holocaust-Ausstellung

Den ursprünglichen Kern der Ausstellung im „Grünen Haus“ bildeten Dokumente und Gegenstände, die Abraham Sutzkever und andere ab 1944 zusammengetragen hatten und die teilweise in Litauen erhalten geblieben waren, teilweise in den USA in Sicherheit gebracht worden waren. Diesen Kernbestand, den Zingeris zur Verfügung stellen konnte, erweiterte Kostanian, indem sie Anzeigen in lokalen und internationalen Medien schaltete, die um „Briefe, Bücher, Fotos, Manuskripte, Kleidung, Geschirr“ baten. Zudem konnte sie mit ihren Kolleginnen, insbesondere Rachel Margolis, schriftliche Quellen nutzen, wie die Bestände der litauischen Staatsarchive und die Sammlung des jüdischen Historikers Leyzer Ran. So entstand langsam eine Sammlung als Basis der Ausstellung. 
Ekaterina Makhotina beschreibt im Detail die Konzeption der Dauerausstellung im Grünen Haus. Dabei unterscheidet sie zwei Phasen: die erste von 1991 bis 2010 und die zweite nach einer kurzzeitigen Schließung und Neueröffnung ab 2010.
Eine erste Konferenz zum Holocaust in Litauen fand 1993 in Vilnius statt, zum 50. Jahrestag der Liquidierung des Ghettos Vilnius. Den Tagungsband gaben Zingeris und Kostanian gemeinsam 1995 heraus. 1996 veröffentlichte Kostanian eine Geschichte des Jüdischen Museums in Vilnius. 2020 nahm sie an der internationalen Konferenz Remembering for the Future – The Holocaust in an Age of Genocide in Oxford teil. Aus ihrem Paper für diese Konferenz entstand Kostanians Monografie Spiritual Resistance in the Vilna Ghetto, die 2002 mit einem Vorwort des britischen Historikers Martin Gilbert veröffentlicht wurde. Sie beschreibt die Aktivitäten der Juden im Ghetto auf den Gebieten der Gesundheitsversorgung, der Kultur, der Kunst, der Wissenschaft, der Musik, des Sports und der Religion, die manchen von ihnen ein Überleben ermöglichten. Eine Sammlung von im Ghetto produzierten Plakaten erschien unter dem Titel Vilna Ghetto Posters (1999 und 2006). In Deutschland setzte sie auch im hohen Alter ihre pädagogische Arbeit fort, u. a. beim Bildungswerk Stanisław Hantz, das auch ihr Buch über den geistigen Widerstand im Wilnaer Ghetto in Deutschland zugänglich machte.

## Würdigungen
Dovid Katz attestierte Kostanian eine „einzigartige und inspirierende Rolle in der Holocaust-Erinnerung und -Erziehung“ über drei Jahrzehnte. Sie sei eine wichtige Figur „im Kampf um die Interpretation der Geschichte während einer Periode des Revisionismus, der einen Großteil des postsowjetischen Osteuropas erfasste“, und habe „Tausende litauische Schulkinder und Tausende Besucher aus aller Welt“ über den Holocaust in Litauen unterrichtet.
Lukas Welz, ehemals Vorsitzender von AMCHA Deutschland, schrieb: „Rachel Kostanian suchte und fand, sammelte und bewahrte Zeugnisse früheren jüdischen Lebens in Litauen, machte wichtige Quellen über die Shoah und das jüdische Vilnius und Litauen zugänglich. In der postsowjetischen Zeit, als die jüdische Identität wieder sichtbar werden durfte, förderte sie die Anerkennung des Schicksals weiterer Überlebender der Shoah in Litauen. Ihre Arbeit hat über Jahrzehnte maßgeblich zu einem tieferen Verständnis der Shoah in Litauen in all ihren Facetten beigetragen und Juden, Mitüberlebende und Nachkommen ermutigt, sich stärker und selbstbewusster mit ihrer jüdischen Identität auseinanderzusetzen.“
Aus Anlass ihres 94, Geburtstags schrieb Dovid Katz auf Facebook, sie habe das Grüne Haus zu einem „Studienobjekt für Museologen aus aller Welt“ gemacht, die das schöne, moderne Vilnius besuchten.

## Veröffentlichungen
- The Days of Memory. International Conference in Commemoration of the 50th Anniversary of the Liquidation Vilnius Ghetto, October 11–16, 1993. Baltos lankos, Vilnius 1993 (hrsg. gemeinsam mit Emanuelis Zingeris).
- The Jewish State Museum of Lithuania. The Museum, Vilnius 1996 (gemeinsam mit Solomon Atamukas).
- Vilna Ghetto posters. Jewish spiritual resistance. From the collection of the Vilna Gaon Jewish Stata Museum of Lithuania. Vilna Gaon Jewish State Museum, Vilnius 1999 (gemeinsam mit Jevgenija Biber).
- Spiritual resistance in the Vilna Ghetto. Vilna Gaon Jewish State Museum, Vilnius 2002.

## Dokumentarfilme
- Marc Radomsky, Danny Ben-Moshe: Rewriting History. A Documentary. Australien 2012. Verfügbar auf YouTube, Auszüge, ergänzt um ein Interview mit Dovid Katz